# AKSM-62103
AKSM-62103 – typ tramwaju wytworzony przez firmę Biełkommunmasz (biał. Белкоммунмаш) w roku 2009, który obsługuje m.in. sieć tramwajową w Witebsku. Łącznie wyprodukowano 55 wagonów.

## Eksploatacja
Pierwszy tramwaj AKSM-62103 wyprodukowano w 2009 i trafił do Witebska. Do kwietnia 2011 jeden wagon próbnie kursował w Permie po czym trafił do Witebska.
Łącznie wyprodukowano 55 tramwajów:
| Państwo  | Miasto      | Rozstaw torów (mm) | Numery    | Lata dostaw | Liczba |
| -------- | ----------- | ------------------ | --------- | ----------- | ------ |
| Rosja    | Kazań       | 1524               | 1320–1329 | 2013        | 10     |
| Rosja    | Kemerowo    | 1524               | 100       | 2013        | 1      |
| Białoruś | Nowopołock  | 1524               | 059       | 2011        | 1      |
| Rosja    | Prokopiewsk | 1524               | 116, 117  | 2012        | 2      |
| Rosja    | Samara      | 1524               | 929–933   | 2012–2013   | 5      |
| Rosja    | Smoleńsk    | 1524               | 253, 254  | 2012        | 2      |
| Białoruś | Witebsk     | 1524               | 615−648   | 2001–2013   | 34     |
|          |             |                    |           | Razem       | 55     |